# Tunas do Paraná
Tunas do Paraná è un comune del Brasile nello Stato del Paraná, parte della mesoregione Metropolitana de Curitiba e della microregione di Curitiba. Si trova a 72 km dalla capitale dello Stato Curitiba.